# Жанасу (імені Габіта Мусрепова район)
Жанасу́ (каз. Жаңасу) — село у складі району імені Габіта Мусрепова Північноказахстанської області Казахстану. Входить до складу Андрієвського сільського округу.
Населення — 47 осіб (2021; 107 у 2009, 235 у 1999, 204 у 1989).
Національний склад станом на 1989 рік:
- казахи — 100 %.

Колишні назви — Фрунзе, Акмолди.